# Parisatis (filla d'Artaxerxes III)
Parisatis (en llatí: Parysatis, en grec antic: Παρυσάτις) va ser filla d'Artaxerxes III de Pèrsia. Segons Flavi Arrià, el rei Alexandre el Gran s'hi va casar a Susa l'any 325 aC al mateix temps que es casava també amb Barsine o Estàtira, la filla de Darios III de Pèrsia. Arrià diu que Aristòbul de Cassandria és la seva font però aquest segon matrimoni no és esmentat per cap més autor.